# Лісове господарство
Лісове́ господа́рство — галузь матеріального виробництва, що вивчає, веде облік і відтворення, охорону і захист лісів, а також регулювання їх використання з метою задоволення потреб в лісових ресурсах.
До земель лісогосподарського призначення належать лісові землі, на яких розташовані лісові ділянки, та нелісові землі, зайняті сільськогосподарськими угіддями, водами й болотами, спорудами, комунікаціями, малопродуктивними землями тощо, які надані в установленому порядку та використовуються для потреб лісового господарства.

## Лісове господарство в Україні

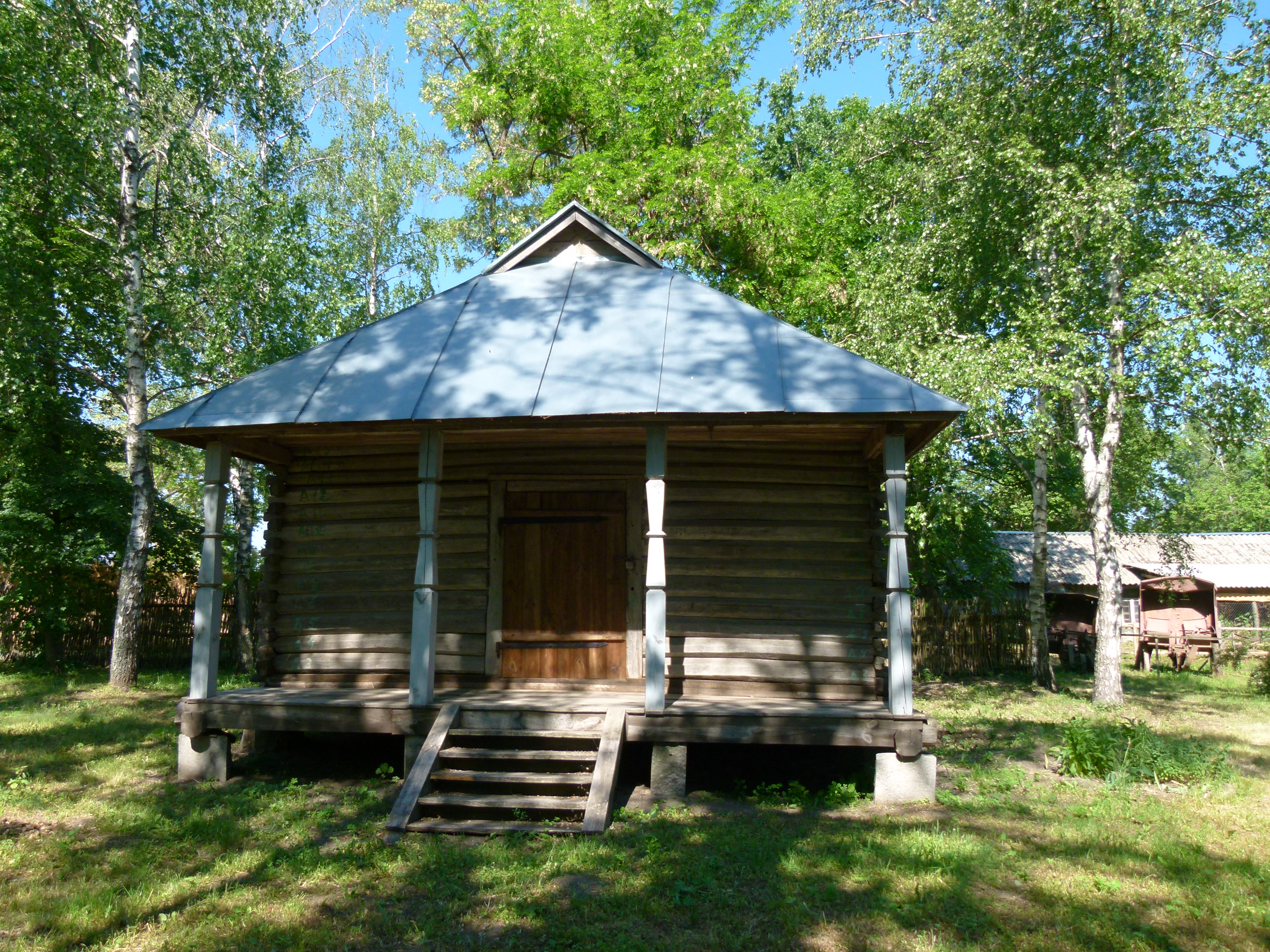
Музей історії лісового господарства у Переяславі

Станом на 2016 рік, щорічно в Україні приростає 35 мільйонів кубометрів деревини. Вирубується 19 мільйонів кубометрів.
У лісах Держлісагентство нараховується більше 2,5 тисяч гектарів насаджень та плантацій дикорослих плодів і горіхів, що створює умови для розширення обсягів їх промислової заготівлі.
Загалом потенційні обсяги ресурсів побічного лісокористування, а саме: наявність плантацій і насаджень аронії, волоського горіха, ліщини, збільшення насаджень спрямованих на майбутній розвиток фармацевтичної промисловості — створюють передумови для подальшого розвитку цього напрямку господарської діяльності лісогосподарських підприємств Держкомлісгоспу.
2009 року лісогосподарські підприємства Держлісгоспу України самостійно заготовили:
- соку березового  — 1720 тонн;
- дикорослих плодів та ягід  — 85,6 тонн;
- лікарської сировини  — 75 тонн;

Найбільше березового соку-сирцю зібрали підприємства Волинського та Чернігівського обласних управлінь лісового та мисливського господарства — 687 та 623 тони відповідно.
2010 року підприємствами лісової галузі планувалося заготовити близько 3000 тонн березового соку.
| РІк  | Площа рубок, га | Заготівля деревини, тис.м3 | Площа відтворення лісів, тис.га |
| ---- | --------------- | -------------------------- | ------------------------------- |
| 2012 | 417005          | 19763,6                    | 70,1                            |
| 2013 | 415420          | 20340,6                    | 67,7                            |
| 2014 | 382623          | 20672,4                    | 58,0                            |
| 2015 | 399296          | 21924,2                    | 60,4                            |
| 2016 | 386382          | 22612,8                    | 63,2                            |
| 2017 | 419113          | 21923,0                    | 64.7                            |

Дані з 2014 року включно, наведені без урахування тимчасово окупованої території Автономної Республіки Крим, м. Севастополя та частини тимчасово окупованих територій у Донецькій та Луганській областях.

### Сучасний стан і відновлення лісів
16 вересня 2009 року, урядом України було ухвалено Державну цільову програму "Ліси України" на 2010 - 2015 роки, в якій передбачалося збільшити площу лісорозведення на 430 тис. гектарів, та досягти площі відновлених лісів до 230 тис. гектарів.
Станом на 2019 рік, загальна площа лісових ділянок, що належить до лісового фонду України, становила 10,4 млн га, в тому числі вкритих лісовою рослинністю – 9,6 млн га. Лісистість України складає 15,9% та, попри досить невелике заліснення території, Україна посідає 9-те місце в Європі (попереду Італія, позаду Польща) за площею лісів і 6-те місце за запасами деревини. Умови для лісорозведення в Україні вкрай неоднорідні, тому ліси поширено теренами держави нерівномірно.
Ліси України утворено понад 30 видами деревних порід, серед яких переважають сосна, дуб, бук, ялина, береза, вільха, ясен, граб, ялиця.  Хвойні насадження  посідають  43% загальної  площі, зокрема, сосна – 35%. Твердолистяні насадження становлять 43%, зокрема, дуб і бук – 37%.
У  віковій  структурі переважають середньовікові насадження, частка  стиглих та  перестиглих  насаджень 18,7%. Середній вік лісів сягає понад 60 років, відбувається    поступове старіння лісів, що призводить до погіршення їх санітарного стану.
Найбільшого показника за останні роки щодо створення нових лісів, було досягнуто 2009 року -– 31 тис. га, а лісовідновлення –- 2017 року, близько 51,5 тис. гектарів.
Обсяг незаконних рубок різко (приблизно в 6 разів порівняно з попередніми роками) збільшився 2019 року, і досяг 118 тис. кубічних метрів деревини.
2019 року в лісових розсадниках України вирощено - 254,9 млн штук, стандартного садивного матеріалу (сіянців головних та супутніх порід), а саме: сосна звичайна, сосна Палласа, ялина європейська, модрина, дуб звичайний, дуб північний, ясен звичайний, бук, липа, клен, береза, горіх, вільха, робінія звичайна та інші.
Відповідно до наказу Держлісагентства України від 28.02.2020, було передбачено проведення відтворення лісів на підприємствах, в установах і організаціях Держлісагентства, на площі – 35,8 тис. га, в тому числі шляхом відновлення лісів – 33,8 тис. га, та шляхом лісорозведення або створення нових лісів – 2,1 тис. га.